# Dekanat Pieniężno
Dekanat Pieniężno – jeden z 33 dekanatów w rzymskokatolickiej archidiecezji warmińskiej.

## Parafie
W skład dekanatu wchodzi 11 parafii:
- parafia Najświętszego Serca Pana Jezusa – Dębowiec
- parafia św. Jana Ewangelisty i Narodzenia Najświętszej Maryi Panny – Długobór
- parafia św. Katarzyny Aleksandryjskiej – Henrykowo
- parafia św. Jana Chrzciciela – Lechowo
- parafia św. Mikołaja Biskupa – Łajsy
- parafia św. Wawrzyńca – Mingajny
- parafia św. Apostołów Piotra i Pawła – Pieniężno
- parafia św. Jana Chrzciciela – Piotrowiec
- parafia św. Wawrzyńca – Pluty
- parafia św. Antoniego – Radziejewo
- parafia św. Maksymiliana Marii Kolbego – Zagaje

## Sąsiednie dekanaty
Braniewo, Frombork, Górowo Iławeckie, Orneta, Pasłęk I (diec. elbląska)